# Lijst van Tweede Kamerleden voor de Centrumdemocraten
Een overzicht van alle voormalige Tweede Kamerleden voor de Centrumdemocraten.
| Tweede Kamerlid | Begindatum        | Einddatum        | Duur                                     |
| --------------- | ----------------- | ---------------- | ---------------------------------------- |
| Wim Elsthout    | 18 december 1997  | 18 mei 1998      | 5 maanden (151 dagen)                    |
| Hans Janmaat    | 14 september 1989 | 18 mei 1998      | 8 jaar, 8 maand en 3 dagen (3167)        |
| Wil Schuurman   | 17 mei 1994       | 18 mei 1998      | 4 jaar (1461)                            |
| Cor Zonneveld   | 17 mei 1994       | 13 december 1997 | 3 jaar, 6 maand en 26 dagen (1306 dagen) |